# Leto v znamenju polža
Leto v znamenju polža je slovenski mladinski roman. Izšel je leta 2008 pri založbi DZS. Gre za drugi roman avtorice Irene Velikonja. Sestavljen je iz sedmih poglavij. 
Temi romana sta odraščanje in iskanje samega sebe. 

## Vsebina
Mark Lupinc je najstnik, ki se spopada s problemi odraščanja. Njegovo prvo leto srednje šole so zaznamovale nezadostne ocene, neopravičene ure, alkohol in cigarete, kar pa je pozročilo, da je letnik padel. Njegova mama Lucija Lupinc, znana igralka, se odloči, da je edina rešitev selitev iz mesta na podeželje. V svojem domačem kraju kupi hišo in Marka vpiše v tamkajšnjo gimnazijo. Mark novo šolo in sošolce od vsega začetka sovraži, zato se zgodba preteklega leta začne ponavljati. Nezadostne ocene in neopravičene ure se ponovno začnejo kopičiti. Zdi se mu, da ga mama, sošolci in profesorji ne razumejo, zato se od njih umika. Primerja se s polžem, ki se zapira v svojo hišico. Ljudje okoli njega pa nad njim ne obupajo. Spoprijatelji se z Ajdo, Aljažem in še nekaterimi sošolci, vtis pa naredi tudi na profesorja športne vzgoje in profesorico za likovno. Ko se Mark namesto svojemu obupu začne posvečati svojim talentom, se stvari sčasoma začnejo obračati na bolje. 

## Kraj in čas dogajanja
Dogajanje v romanu se začne v Markovi sobi, prvega septembra zjutraj, pred začetkom pouka na novi gimnaziji. Hiša je od nove šole oddaljena le pet minut, nahaja pa se tudi v bližini Markovih starih staršev. Lucija Lupinc se je namreč odločila za selitev nazaj v svoj domači kraj, ki je popolno nasprotje centru Ljubljane, kjer je družina živela prej. Večina zgodbe se odvija v hiši ali na gimnaziji. Poteka kronološko od začetka do konca šolskega leta, le očasno so skozi spomine razkriti pretekli dogodki.

## Glavne osebe
Glavne osebe v romanu so Mark Lupinc, njegova mama Lucija in njegova nova sošolca Ajda in Aljaž Kangler. Pomembno vlogo imata tudi ravnatelj in profesor športne vzgoje. 
Mark Lupinc
Mark je 16-letni najstnik, ki ponavlja prvi letnik gimnazije. Ima modre oči in svetlo rjave lase, ki mu segajo do vratu in se mu na vratu kodrajo navzgor. Visok je 180 cm, vitek in nekoliko mišičast. Sošolki Ajdi se zdi skrivnosten in lep, z očmi, v katerih se punce izgubljajo, in z atletsko postavo. Izvemo, da je zelo podoben svojemu očetu, ki pa ga Mark ne pozna. Na začetku zgodbe je vedno črnogled, slabe volje, naveličan in zatežen. Želi, da bi ga vsi pustili pri miru in ne mara biti v središču pozornosti. Pri pouku ima težave, saj težko ohranja pozornost in sledi razlagi. Ne zna izdelovati lastnih zapiskov, poleg tega pa je trmast in ponosen, zato ne prosi za pomoč. Počuti se nemočno in v sebi drži veliko jeze, kar rešuje z razbijanjem, trganjem zvezkov, kajenjem in pitjem alkohola. Njegova mama opazi, da je nesrečen in osamljen ter izpostavi, da je občutljivega značaja. Ravnatelj nove gimnazije ga primerja z mehkužcem, ki je brez energije in samo čaka, kaj se bo zgodilo z njim. V nadaljevanju zgodbe izvemo, da je Mark nadarjen za risanje in da zelo hitro teče. Poleg tega dobro pozna teme, ki ga zanimajo, in se je sposoben učiti, če se prepriča, da nekaj raziskuje. 
Lucija Lupinc
Lucija je Markova 40-letna mama in uspešna igralka. Je izjemno lepa in vitka. Ima lep ovalen obraz z nežnimi potezami in polnimi ustnicami. Ima dolge valovite svetle lase in mačje zelene oči. Obsedena je z ohranjanjem svoje lepote in mladosti. Za sina bi naredila vse, vendar jo ob tem ovirata zaposlenost z uspešno kariero in njena neodločnost, ki vodi v to, da ne ukrepa, dokler ni prepozno. Poleg tega je do konca preteklega šolskega leta vodila demokratično vzgojo, ki je bila v resnici precej razpuščena. Tako kot Mark je trmasta, občutljiva in slabo voljo zadržuje v sebi. 
Ajda
Ajda Kangler je Markova sošolka na novi gimnaziji. Ima črne košate kodraste lase, zelene oči ter rahlo pegasta lica in nos. Tudi ona je ponavljala letnik, vendar se zaradi tega počuti zelo slabo, zato se v novem šolskem letu trudi pridobiti solidne ocene. Odnosa v razredu pa ne spremeni, še vedno klepeta in je predrzna do profesorjev. Rada zafrkava in se norčuje iz drugih, vendar zna biti tudi prijazna. Pleše pri navijačicah. Po spletu okoliščin morata z Markom sedeti skupaj pri urah zgodovine. Hitro ugotovita, da sta si podobna, drug drugemu pa se zdita zelo zanimiva, zato se spoprijateljita.   
Aljaž
Aljaž Kangler je Ajdin leto mlajši brat, ki je prav tako Markov novi sošolec. Je majhen in nekoliko čokat. Nosi očala in ima zelo kratke kostanjeve lase. Je družaben, vedno nasmejan in poln energije. Rad ima živali, zato ima doma gojišče belih mišk. Igra kitaro in mali nogomet, poleg tega pa obiskuje računalniški krožek, hodi na tečaj italijanščine in je nadarjen za matematiko. V šoli je uspešen. Ima veliko srce, vedno je vljuden in prijazen. Živi blizu Marka, kar hitro opazi in ga začne po pouku čakati, da ga pospremi domov. Tako postaneta prijatelja. 

## Ocene in nagrade
Leta 2009 je bilo delo nominirano za nagrado večernica.
Milena Mileva Blažić v svoji kritiki za revijo Sodobnost pravi, da “avtorica poudarja stereotipe, namesto da bi jih presegla” in da sta lika matere in sina neoriginalna in tipična. Markov lik opiše kot nepoglobljen in njegovo pot iskanja samega sebe kot romantizirano. Pravi, da ta povest ni roman, ampak le "nepoglobljena novoromantična zgodba o uspehu". Delo opiše kot nekakovostno in pisano na ravni telenovele, dvojni srečen konec pa kot nerealen. Kritizira, da avtorica ni razvijala značajev likov, ampak le kopičila dogodke. Določene dele vseeno pohvali, med drugim problemsko tematiko in nekatere avtoričine izjemne misli.
Mark je lik, s katerim se mladi lahko na marsikateri točki poistovetijo. Da dočaka srečen konec, je spodbudno, saj sporoča, da se trdo delo obrestuje in da nikoli ne smeš obupati. Zgodba je res nekoliko nerealna in predvidljiva, vendar je v tem primeru to upravičeno, saj je roman namenjen mladim, ki tako spodbudo potrebujejo. 

## Izdaje in prevodi
- Prva slovenska izdaja romana iz leta 2008 (COBISS).
- Slovenska elektronska izdaja iz leta 2018 (COBISS).